# Nazária
Nazária är en kommun i Brasilien.   Den ligger i delstaten Piauí, i den östra delen av landet, 1 300 km norr om huvudstaden Brasília. Antalet invånare är 8 000.
Omgivningarna runt Nazária är huvudsakligen savann. Runt Nazária är det tätbefolkat, med 442 invånare per kvadratkilometer.